# Álmos Ete Sípos
Álmos Ete Sípos (Sípos Ete Álmos) (1937 – 2015) byl maďarský reformovaný teolog.
Působil jako farář v Budapešti a byl členem rady Maďarského Biblického svazu. 